# Alexander Wilson (Fotograf)
Alexander Wilson (* vor 1870 in Duns, Berwickshire; † 1922) war ein schottischer Hobbyfotograf und mehr als 20 Jahre Aufseher in einer Jute-Weberei in Dundee.

## Leben
Wilson zog in seinen Zwanzigern nach Dundee und wurde Herausgeber des Baltic Street Calender of Baxter Brothers in Dundee. Mehr als 30 Jahre widmete er seine Freizeit der Fotografie. Er war besonders an Architekturfotos interessiert. Er nahm seit den 1870er Jahren bis 1905 Schwarzweißfotografien von Gebäuden in Dundee auf. Er fotografierte viele Gebäude, die bei nachfolgenden Sanierungsarbeiten in Dundee verschwanden.
Vor seinem Tod im Jahr 1922 übertrug er den Großteil seiner 5000 Glasnegative dem Free-Library-Ausschuss des Stadtrates von Dundee, zusammen mit der Summe von 50 £, um zumindest anfänglich für die Kosten derer Erhaltung aufzukommen.

Arbeiten von Alexander Wilson
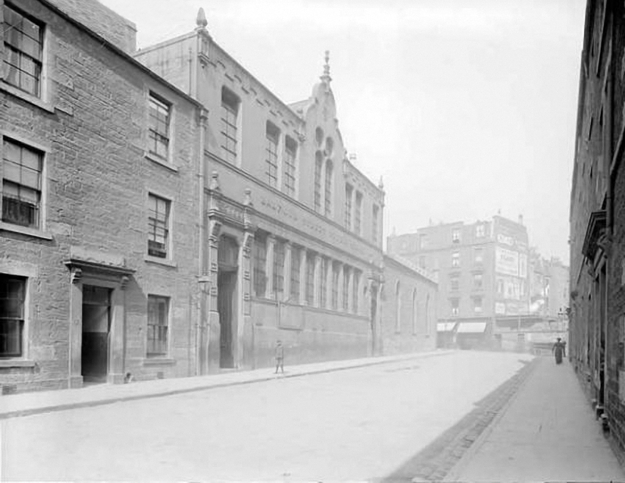
Die Balfour Street Public School, Dundee
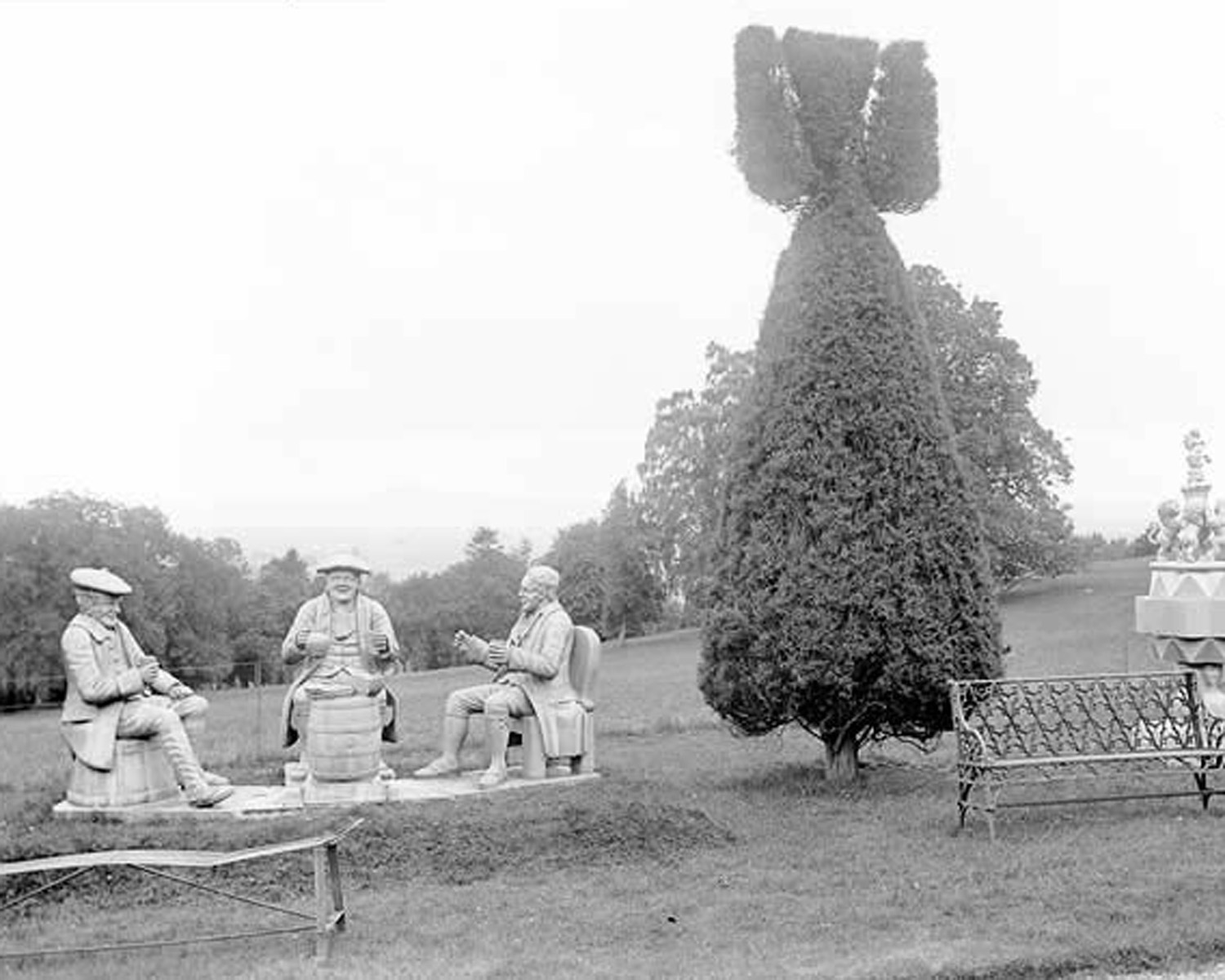
Der Garten von Fingask Castle
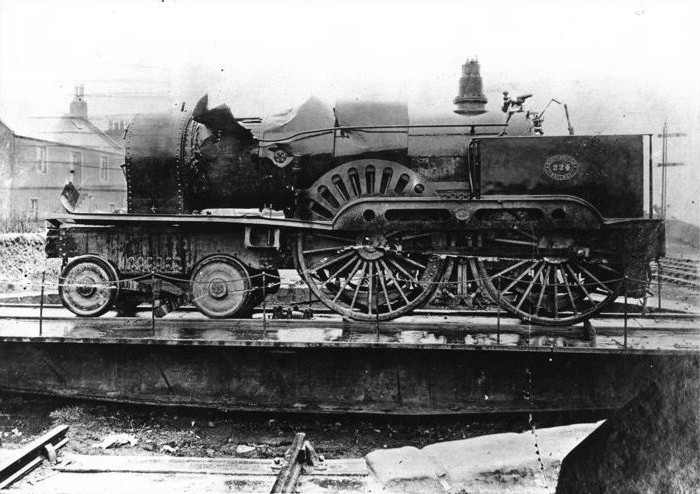
Die Lokomotive des Eisenbahnunfalls auf der Firth-of-Tay-Brücke